# Eric Burdon
Eric Victor Burdon (Walker-on-Tyne, Northumberland, 11 mei 1941) is een Engelse zanger. Hij is vooral bekend als zanger van The Animals, een in Newcastle upon Tyne opgerichte rockband, als zanger van de funkrock-band War en van zijn agressieve podiumoptredens. Zijn krachtige rauwe stem is befaamd. Hij is in het blad Rolling Stone als 57ste geplaatst op de lijst met de grootste zangers aller tijden.

## Carrière

### The Animals

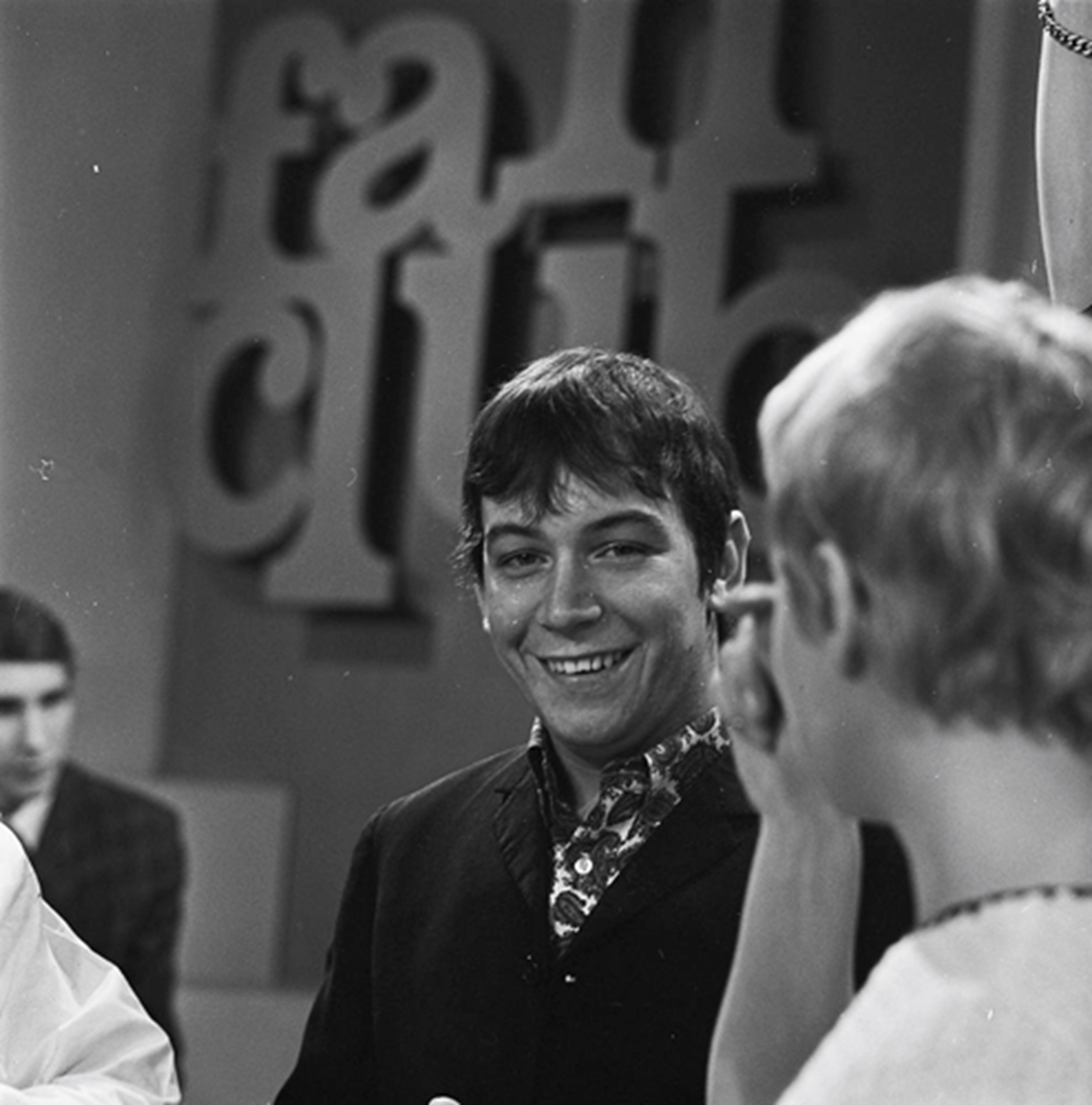
Eric Burdon (in Fanclub 1967)

Burdon was de leadzanger van de Britse band The Animals. In 1958 had Alan Price The Alan Price Combo opgericht. Kort nadat Burdon zich in 1962 had aangesloten bij die band, werd de naam veranderd in The Animals. De groep combineerde blues met rock. In de Verenigde Staten waren zij een van de toonaangevende bands van de British Invasion. Naast Burdon als zanger en Price op elektronisch orgel bestond de band uit Hilton Valentine op gitaar, Chas Chandler op basgitaar en John Steel op drums. De groep maakte een paar grote hits, zoals The House of the Rising Sun, Don't Let Me Be Misunderstood en Bring It on Home to Me.
Alan Price verliet de groep in de zomer van 1965 na onenigheid met vooral Eric Burdon en werd vervangen door Dave Rowberry. Het had geen gevolgen voor de populariteit van de groep. Ook We Gotta Get out of This Place en It’s My Life werden hits. Begin 1966 vertrok John Steel. Hij werd opgevolgd door Barry Jenkins. De groep stapte ook over naar een ander platenlabel: van Columbia naar Decca. De grootste hit van de groep in deze samenstelling was Don't Bring Me Down.
In september 1966 vielen The Animals uit elkaar. Eric Burdon ging verder met een nieuwe band als Eric Burdon and The Animals, met als uitvalsbasis Californië in de VS. Alleen de drummer Barry Jenkins ging met hem mee. Ook met deze groep bleek Burdon te kunnen scoren; de grootste hits waren San Franciscan Nights (waarmee hij aanhaakte bij de hippiecultuur) en Sky Pilot.
In februari 1969 viel ook deze groep uit elkaar.

### War
Toen Burdon in 1969 in San Francisco woonde, ontmoette hij de Deense mondharmonicaspeler Lee Oskar. Samen sloten ze zich aan bij de Californische funkrock-band The Nightshift. Ze waren de enige ‘witte’ leden in de verder ‘zwarte’ band, die werd herdoopt in Eric Burdon and War. De nieuwe groep toerde intensief door Europa en de VS. In 1970 maakte ze het album Eric Burdon Declares "War". Twee nummers van het album kwamen uit als single: Spill the Wine en Tobacco Road. In december 1970 nam de band nog het dubbelalbum The Black-Man's Burdon op.
In 1971 gingen Eric Burdon aan de ene kant en War met Lee Oskar aan de andere kant ieder hun eigen weg. Het gebeurde tijdens een toer door Europa, toen Burdon moest afhaken wegens oververmoeidheid. De toer werd zonder hem afgemaakt.
In 1976 verscheen Love Is All Around, een verzameling opnamen van Eric Burdon and War die nooit eerder waren uitgebracht.

### Verdere carrière
Nog in 1971 stichtte Burdon The Eric Burdon Band, een sterk wisselend gezelschap, dat vaak werkte met gastoptredens. In augustus van dat jaar nam hij het album Guilty! op met bluesmuzikant Jimmy Witherspoon en Ike White van The San Quentin Prison Band. Na een paar tournees bracht de band in 1974 het album Sun Secrets en in 1975 het album Stop uit.
In 1975 namen de vijf oorspronkelijke Animals in de studio's van Chas Chandler een nieuwe lp op, die pas twee jaar later uitkwam onder de titel Before we were so rudely interrupted. In het tussenliggende jaar deden ze een korte tournee.
In 1977 vestigde Eric Burdon zich in Duitsland. Daar maakte hij met onder anderen de gitarist Alexis Korner en de keyboardspeler Zoot Money het album Survivor. In mei 1978 nam hij in Ierland het album Darkness Darkness op, dat pas in 1980 uitkwam. In 1979 toerde hij door Duitsland en Nederland. In mei van dat jaar nam zijn band de naam ‘Eric Burdon's Fire Department’ aan. De band bezocht een groot deel van Europa en maakte het album The Last Drive. In december 1980 viel de groep uit elkaar.
In 1981 speelde Burdon de hoofdrol in een film over zijn eigen leven, getiteld Comeback, die ook een album opleverde.
In augustus 1982 stichtte Burdon een nieuwe ‘Eric Burdon Band’. De komende jaren waren vooral gewijd aan tournees. Tussentijds, in 1983, nam hij nog eens een album op met de oorspronkelijke Animals, getiteld Ark, dit keer gevolgd door een langere tournee met zijn oude bandleden. In 1986 publiceerde Burdon zijn autobiografie onder de titel I Used to Be an Animal, But I'm Alright Now. In 2001 publiceerde hij een vervolg, Don't Let Me Be Misunderstood. In 1988 kwam een album uit onder de naam I Used to Be an Animal. Eric Burdon werd daarbij begeleid door een gelegenheidscombinatie van vijftien musici.
De volgende jaren toerde hij met alweer een nieuwe Eric Burdon Band. Pas in april 2004 kwam een album met nieuw materiaal uit: My Secret Life, dat in hetzelfde jaar werd gevolgd door een live-album Athens Traffic Live.
Na korte tijd te hebben opgetreden met een band getiteld ‘The Blues Knights’, maakte hij in januari 2006 het album Soul of a Man, opgedragen aan de nagedachtenis van Ray Charles en John Lee Hooker.
Op 21 april 2008 kwam Eric Burdon and War weer even tot leven in een concert in de Royal Albert Hall in Londen.
Eric Burdon werkte in kortstondige projecten ook samen met onder anderen Brian Auger, Bon Jovi en Ringo Starr. Hij speelde ook enkele filmrollen.
De laatste jaren treedt Burdon weer regelmatig op met een band onder de naam ‘Eric Burdon and the Animals’. In oktober 2009 traden ze op in Paradiso in Amsterdam.
In 2013 maakte Burdon een album Till Your River Runs Dry. Het idee voor het nummer Water op dit album, dat over waterschaarste gaat, deed de zanger op in een gesprek met Michail Gorbatsjov.

## Strijd over de naam Animals
Op 13 december 2008 verloor Burdon een drie jaar durend proces over de rechten van de naam "The Animals" in Groot-Brittannië. Ex-drummer John Steel kreeg de rechten op de naam. Burdon toert nog steeds als Eric Burdon and the Animals, maar mocht de naam "The Animals" in Groot-Brittannië niet voeren zolang er nog geen uitspraak was gedaan in het hoger beroep. Op 9 september 2013, vijf jaar later, kwam die uitspraak. Burdon mag ook in Groot-Brittannië de naam "The Animals" voeren.

## Erkenning
In 1994 kregen The Animals een plaats in de Rock and Roll Hall of Fame. Alle vijf oorspronkelijke leden waren aanwezig bij de plechtigheid. In mei 2001 mochten ze hun handafdrukken achterlaten op Hollywood’s Rock Walk of Fame. Daar waren Eric Burdon, Hilton Valentine, John Steel en Dave Rowberry aanwezig. Ze gaven ook een concert. De Rock Walk of Fame is een stuk trottoir langs Sunset Boulevard, waar veel rocksterren hun handafdruk in het beton hebben gezet. Tussen de afdrukken van de vier is daar een kleine gedenkplaat aangebracht voor Chas Chandler, die in 1996 was overleden.

## Privéleven
Eric Burdon is driemaal getrouwd, de eerste maal met Angie King in 1967. In 1969 scheidden ze.
In 1972 trouwde hij de Duitse Rosie Marks. Het huwelijk eindigde in 1978. De nasleep was een verbitterde strijd om het voogdijschap over hun dochter Alexandria. Het liep zo hoog op dat Rosie Burdons huis in Californië in brand stak. Veel archiefmateriaal is daarbij verloren gegaan.
Burdon is sinds 1999 getrouwd met de Griekse Marianna Proestou, die tevens als zijn manager optreedt.